# Spondylus limbatus
La almeja burra (Spondylus limbatus) es un molusco bivalvo cuya concha es irregularmente redondeada, cambiando con el crecimiento, pesada y muy distorsionada, con valvas fuertemente desiguales en tamaño y apariencia externa. Presenta una longitud de hasta 25 cm (o más), y en promedio solo unos 15 cm. El área de adhesión de las valvas es grande extendiéndose sobre gran parte de la valva derecha (o inferior), la superficie restante de la valva a menudo cubierta de excrecencias foliáceas concéntricas. La valva izquierda (o superior) es a menudo horadada por organismos perforadores, su estructura está formada por costillas radiales toscas, con hileras radiales de espinas relativamente cortas y entre estas hay numerosos hilos radiales finos a gruesos y rigurosos. El color externo de color variable que va de rojo ladrillo intenso, purpurea a parduzca, y en el interior la concha es de color blanco a porcelana, con una franja marginal ancha, intensamente colorada y a menudo manchas cafés en los dientes de la charnela. También la llaman callo de escarlopa.

#### Distribución potencial
Se distribuye en el Océano Pacífico Oriental, desde México (Rocas Alijos y Golfo de California), Ecuador, y hasta Perú.

#### Vegetación
Hábitat
Vive en la zona intermareal hasta los 55 metros de profundidad, en fondos rocosos o pedregosos.

#### Categoría de riesgo
Se considera "Sujeta a protección especial (Pr)" por la Norma Oficial Mexicana 059.

#### Importancia cultural y usos
Estado de conservación
La almeja burra es consumida por el ser humano. Se ha establecido y concertado un “Plan de manejo regional de la almeja burra en el Golfo de California”, esto debido a que las poblaciones de esta especie en el norte del Golfo de California conservan densidades que permiten su explotación. Todo esquema de aprovechamiento debe realizarse bajo este plan de manejo. Esto implica que los usuarios autorizados son responsables del uso y manejo sustentable del recurso.